# Vern Buchanan

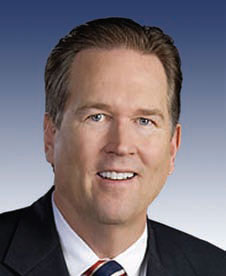
Vern Buchanan

Vernon Gale „Vern“ Buchanan (* 8. Mai 1951 in Detroit, Wayne County, Michigan) ist ein US-amerikanischer Politiker der Republikanischen Partei. Seit 2007 vertritt er den  Bundesstaat Florida im US-Repräsentantenhaus, aktuell für den 16. Distrikt.

## Persönliches
Nach der im Jahr 1969 absolvierten High School war Vern Buchanan sechs Jahre Mitglied des Fliegerkorps der Nationalgarde von Michigan. Anschließend studierte er an der Cleary University in Ann Arbor und später bis 1986 an der University of Detroit, er schloss seine Studien mit einem Bachelor of Business Administration sowie dem Master of Business Administration ab. In den folgenden Jahren war Buchanan in verschiedenen Branchen als Geschäftsmann tätig. Er war unter anderem in Druckereigewerbe und ab 1992 in Ocala (Florida) im Autohandel engagiert.
Vern Buchanan ist verheiratet. Mit seiner Frau Sandra hat er zwei erwachsene Söhne.

## Politik
Politisch wurde er Mitglied der Republikanischen Partei. Bei den Kongresswahlen des Jahres 2006 wurde er im 13. Wahlbezirk von Florida in das US-Repräsentantenhaus in Washington, D.C. gewählt, wo er am 3. Januar 2007 die Nachfolge von Katherine Harris antrat. Nach einer Umstrukturierung der Wahlkreise in Florida vertritt er seit 2013 den 16. Wahlbezirk seines Staates im Kongress.
In den Jahren 2008 und 2009 wurde er von der Ethikvereinigung Citizens for Responsibility and Ethics in Washington wegen umstrittener Wahlkampffinanzierungen als korruptester Kongressabgeordneter bezeichnet. Seine erste Wahl im Jahr 2006 war sehr knapp und wurde erst durch eine erneute Stimmauszählung bestätigt. Eine Wahlanfechtung wurde abgewiesen. In den Jahren 2008 und 2010 fielen seine Wahlsiege deutlich klarer aus. Auch in den Jahren 2012 und 2014 wurde er wiedergewählt.  Er erhielt Auszeichnungen von einigen Handelskammern und Veteranenverbänden und war Vorsitzender der Greater Sarasota Chamber of Commerce. Zwischenzeitlich  war er neben seiner Abgeordnetentätigkeit Vorsitzender der Handelskammer von Florida und Vorstandsmitglied der US-Handelskammer.
Nach dem Sieg bei der Wahl 2020 kann er sein Amt bis heute ausüben. Die Primary (Vorwahl) seiner Partei am 23. August 2022 gegen Martin Hyde konnte er klar gewinnen. Er tritt damit am 8. November 2022 gegen Jan Schneider von der Demokratischen Partei, sowie den unabhängigen Ralph E. Hartman an. Er setzte sich gegen Schneider mit 62,1 % durch. Bei der Kongresswahl 2024 trat er erneut gegen Jan Schneider an und gewann mit 59,5 %.
Seine aktuelle Legislaturperiode im Repräsentantenhaus des 119. Kongresses läuft noch bis zum 3. Januar 2027.

### Positionen
Im August 2022 übte er Kritik am Vorhaben der Regierung unter Joe Biden, bei dem Studierenden einen Teil ihrer Studien-Schulden erlassen werden sollen, sei unfair gegenüber den 87 % der US-Amerikanern die keine Studienkredite hätten. Das Weiße Haus twitterte daraufhin, dass Buchanan selbst durch das Paycheck Protection Program bereits um über 2,3 Millionen entlastet wurde, was dem 110- bis 230-fachem Betrag für Studierende (zwischen 10.000 und 20.000 US-Dollar) beträgt.

### Ausschüsse
Buchanan ist aktuell Mitglied in folgenden Ausschüssen des Repräsentantenhauses:
- Committee on Ways and Means
  - Health
  - Trade Ranking Member
- Joint Committee on Taxation